# Colocleora crenifera
Colocleora crenifera là một loài bướm đêm trong họ Geometridae.